# Olga Iwanowna Preobraschenskaja
Olga Iwanowna Preobraschenskaja (russisch Ольга Ивановна Преображенская; * 12. Julijul. / 24. Juli 1881greg. in Moskau; † 31. Oktober 1971 ebenda) war eine russische bzw. sowjetische Schauspielerin, Filmregisseurin, Drehbuchautorin und Hochschullehrerin.

## Leben
Preobraschenskaja studierte 1901–1904 an der Schauspieler-Schule und 1905–1906 am Studio des Moskauer Kunsttheaters. Darauf spielte sie an den Theatern Woronesch, Odessa, Poltawa, Riga, Tiflis und in Moskau an Theatern unter Alexander Tairow und Wsewolod Meyerhold.
Als Filmschauspielerin debütierte Preobraschenskaja 1913. In den damaligen Stummfilmen spielte sie überwiegend Heldinnen aus Werken von Iwan Turgenew, Alexander Kuprin und Lew Tolstoi.
Als Regisseurin verfilmte Preobraschenskaja 1916 zusammen mit Wladimir Gardin Alexander Puschkins Kurzgeschichte Baryschnja-Krestjanka (Fräulein Bäuerin).
Nach der Oktoberrevolution lehrte Preobraschenskaja 1918–1925 an der Moskauer Ersten Staatlichen Filmschule und in ihrem eigenen Schauspiel-Studio.
Daneben studierte Preobraschenskaja am Schulstudio des Moskauer Kunsttheaters mit Abschluss 1923 und arbeitete darauf als Regisseurin im Filmstudio Goskino. Das bedeutendste Werk dieser Stummfilmzeit waren  die Baby rjasanskije (Die Frauen von Rjasan), das sie 1927 zusammen  mit Iwan Prawow schuf. Weitere Filme mit ihm folgten, darunter die Verfilmung einer Kurzgeschichte Marietta Schaginjans (1929) und Tichi Don (Der stille Don) (1930) nach Michail Scholochows Roman Der stille Don, für den sie auch das Drehbuch schrieb.
Preobraschenskaja war 1928 in das Zentralkomitee der Gewerkschaft der Kunstarbeiter RABIS gewählt worden und war Mitglied des Verbands der Kinematographisten. Sie starb am 31. Oktober 1971 in Moskau und wurde auf dem Danilow-Friedhof begraben.

## Ehrungen, Preise
- Verdiente Kunstschaffende der RSFSR (1935)[1]